# Loona (Estland)
Loona (Duits: Kadvel) is een plaats in de Estlandse gemeente Saaremaa, provincie Saaremaa. De plaats heeft de status van dorp (Estisch: küla) en telt 10 inwoners (2021).
Tot in oktober 2017 lag Loona in de gemeente Kihelkonna. In die maand ging Kihelkonna op in de fusiegemeente Saaremaa.
Loona ligt in het Nationaal park Vilsandi. Het bezoekerscentrum van het park ligt in Loona.

## Geschiedenis
Bij Loona zijn sporen gevonden van een nederzetting uit de late Steentijd en een begraafplaats uit de Bronstijd.
Het landgoed Loona ontstond in de 15e eeuw. In de 17e eeuw werd ook een dorp Lohden genoemd.
Het landgoed behoorde achtereenvolgens toe aan de families von Lode (hiervan is de Estische naam voor het dorp afgeleid), von Stackelberg, von Berg, von Osten-Sacken en von Ekesparre. De laatste eigenaar voor het landgoed in 1919 door het onafhankelijk geworden Estland werd onteigend was Olga von Hoyningen-Huene.
Het landhuis van Loona werd op het eind van de 17e eeuw gebouwd op de resten van een middeleeuws kasteel. In de 18e eeuw werd het uitgebreid. In 1997 werd het gebouw gerenoveerd. Het doet dienst als bezoekerscentrum voor het Nationaal park Vilsandi. Ook enkele bijgebouwen zijn bewaard gebleven.
In 1977 werd Loona bij het buurdorp Kiirassaare gevoegd. In 1997 werd het weer een zelfstandig dorp.
Ca. 30 km ten oosten van Loona lag een landgoed Kaarma-Loona (Duits: Klausholm). Het was ook gesticht door een lid van de familie von Lode, maar verder was het een zelfstandig landgoed.

## Foto's

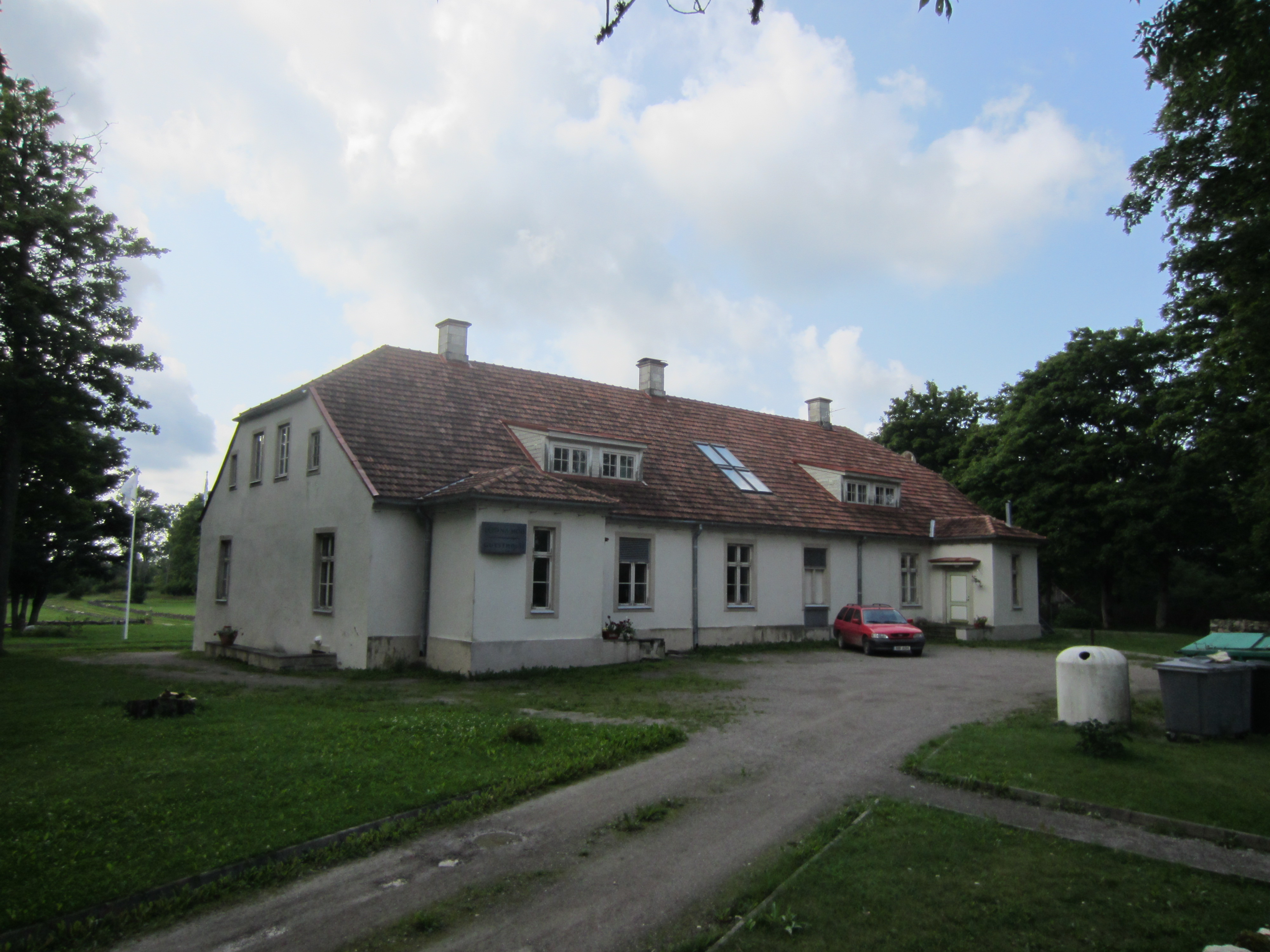
Het landhuis van Loona
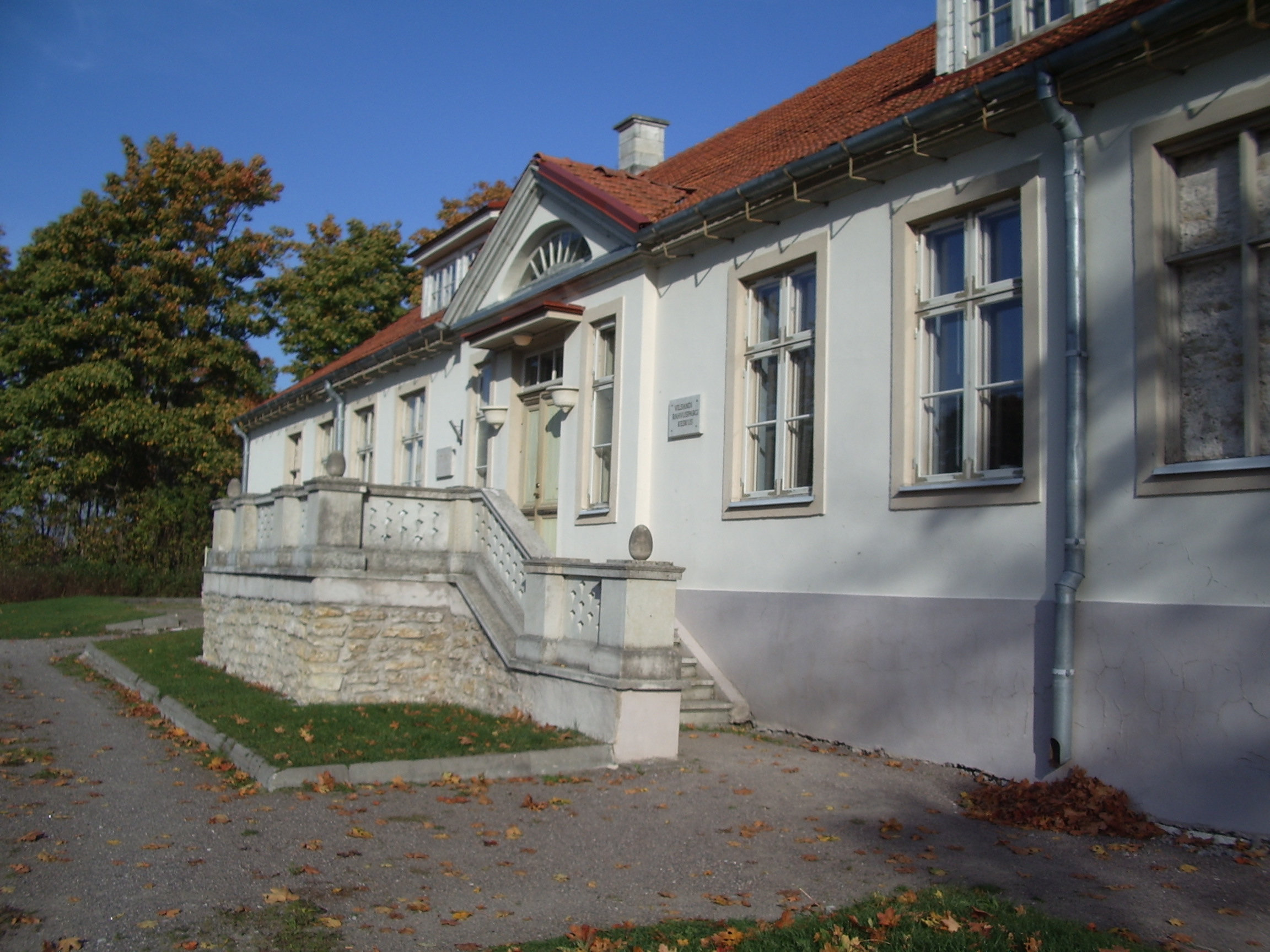
De ingang
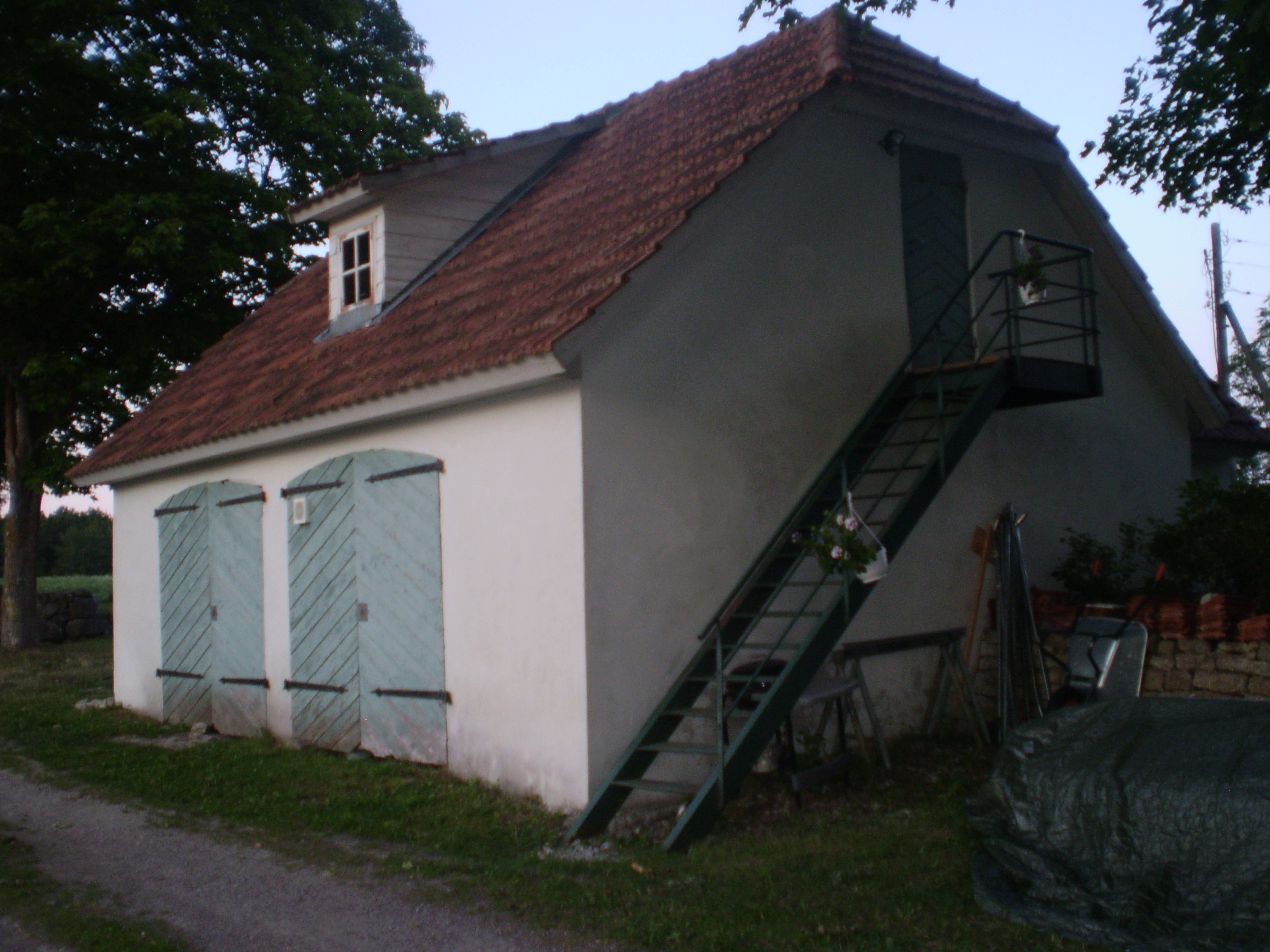
Het voormalige koetshuis